# Le Haut-Bréda
Le Haut-Bréda é uma comuna francesa na região administrativa de Auvérnia-Ródano-Alpes, no departamento de Isère. Estende-se por uma área de 78.60 km². Em 2010 a comuna tinha 403 habitantes (densidade: 5,1 hab./km²).
Foi criada em 1 de janeiro de 2019, a partir da fusão das antigas comunas de La Ferrière (sede da comuna) and Pinsot.